# Seqüència d'enters
Una seqüència d'enters o successió d'enters en matemàtica és una successió, és a dir, una llista ordenada) de nombres enters. Una successió d'enters es pot especificar explícitament a través d'una fórmula per als seus n-èsim termes, o implícitament establint una relació entre els seus termes. Així per exemple:
- Una descripció implícita per a la successió de Fibonacci 0, 1, 1, 2, 3, 5, 8, 13, ... és la següent: "la successió és aquella que comença amb 0 i 1, i després es van sumant dos nombres consecutius per obtenir el següent".
- Una descripció explícita per a la successió 0, 3, 8, 15, ... és la caracterització mitjançant la fórmula n² − 1, per al n-èsim terme.

Alternativament, una successió entera pot ser definida per una propietat que tenen exclusivament els membres de la successió. Per exemple, podem determinar si donat un enter, aquest és un nombre perfecte, fins i tot encara que no es conegui una fórmula per al n-èsim membre de la seva successió.

## Exemples
Les seqüències d'enters que an rebut un nom propi inclouen:
- Nombre abundant
- Coeficient binomial
- Nombre de Carmichael
- Nombre de Catalan
- Nombre deficient
- Nombre d'Euler
- Nombre factorials
- Nombre de Fibonacci
- Nombre feliç
- Nombre d'Ulam
- Nombre de Smith
- Nombre d'Erdős-Woods
- Nombre perfecte
- Nombre primers
- Nombre pseudoprimers